# Martin Listabarth

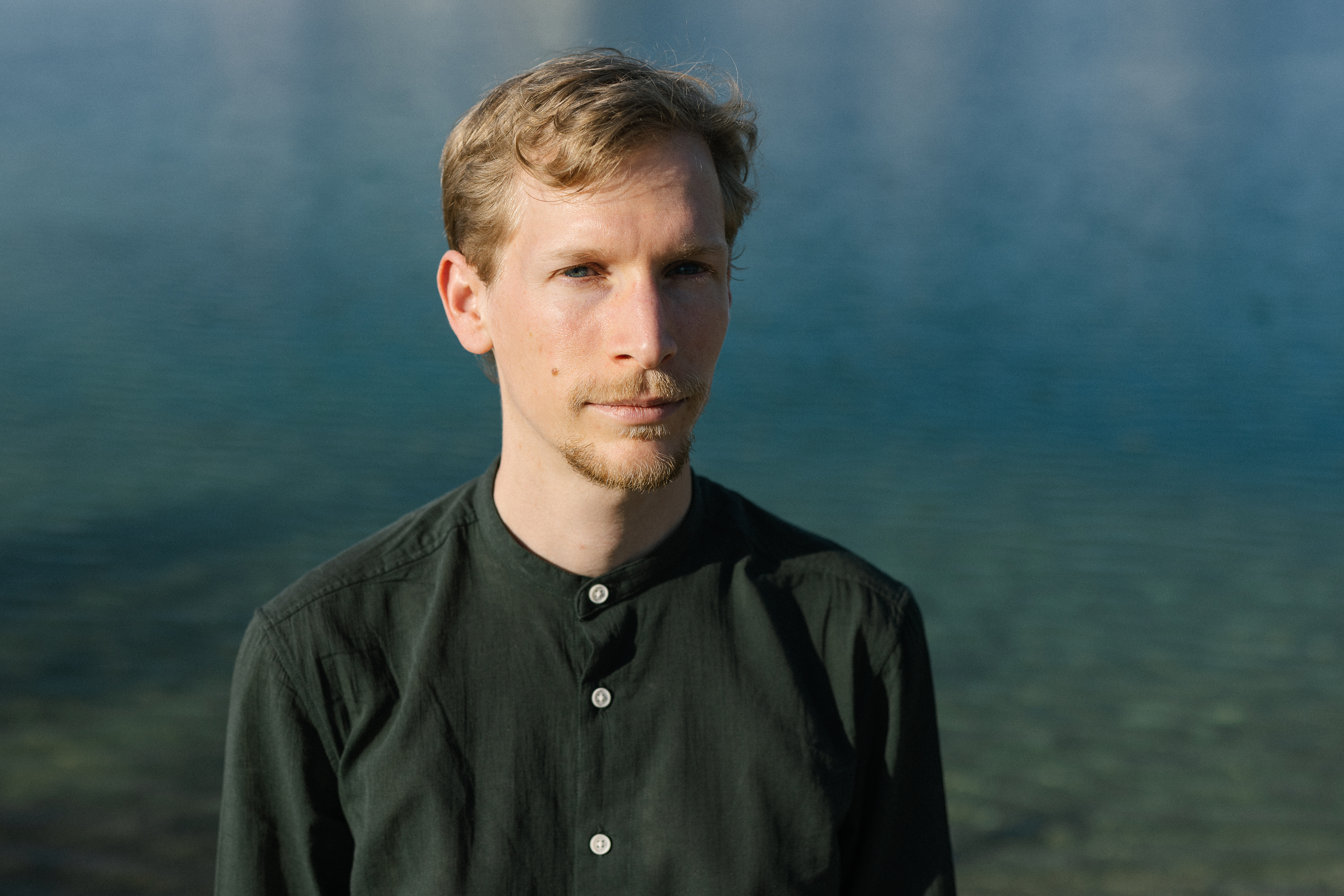
Martin Listabarth (2023)

Martin Listabarth (* 15. Februar 1991 in Wien) ist ein österreichischer Jazzmusiker (Piano, Komposition).

## Leben und Werk
Listabarth erhielt ab dem Alter von fünf Jahren klassischen Klavierunterricht, interessierte sich aber bald auch für die Improvisation und das Komponieren. 2014 nahm er sein Studium von sowohl klassischem als auch Jazzpiano an der Universität für Musik und darstellende Kunst Wien auf, das er 2021 abschloss.
Bereits während seines Studiums absolvierte Listabarth 2019 eine erste Tournee durch China mit Konzerten in Xi’an, Leshan und Chengdu und veröffentlichte im selben Jahr sein Solo-Debütalbum Short Stories.Es folgten weitere Alben, zünächst Dedicated (Solo) sowie Postcards mit dem von ihm gegründeten Martin Listabarth Trio. 2023 unternahm er eine Tournee durch Polen, 2024 folgten Auftritte in Ägypten, Äthiopien und den Vereinigten Staaten. 2025 erschien Live in Vienna, das erste Live-Album seines Trios.

## Diskographie
- Martin Listabarth Short Stories (Listabarth Records, 2019)
- Martin Listabarth Dedicated (Listabarth Records, 2022; Longlist der Quartals-Bestenliste beim Preis der deutschen Schallplattenkritik)
- Martin Listabarth Trio Postcards (Listabarth Records, 2023)
- Martin Listabarth Trio Live in Vienna (Listabarth Records, 2025)[5]